# Йосифович Дмитро Григорович
Дмитро́ Григо́рович Йосифо́вич (псевдоніми і криптоніми — Василь Ріленко, Василь Орленко, Орест Дубенський, Мирослав Зорин, Дм. Йос., О. Д., Д-б Ор. та інші; *6 вересня 1867, село Нові Скоморохи, нині Галицького району Івано-Франківської області — †28 листопада 1942, село Хітар Сколівського району Львівської області) — український літератор, перекладач, релігійний діяч.

## Біографія
Навчався в гімназіях у містах Станіслав (нині Івано-Франківськ) і Бережани (останніх 2 роки). Закінчив у Львівську духовну семінарію і богословський факультет університету (1891).
Душпастирював у селах Львівщини та Станіславщини.
Друкувався у газетах «Буковина», «Діло», журналах «Зоря», «Неділя» та ін. періодичних виданнях.

## Літературна діяльність
Автор віршів, байок, оповідань, повістей, перекладів творів Й.-В. Ґете, Г. Данилевського, В. Короленка, М. Костомарова, Г. де Мопассана, М. Некрасова, Е. Ожешко, О. Пушкіна, А. Чехова, Ф. Шиллера та інших авторів.
Кілька його перекладів вийшли друком у «Бібліотечці найзнаменитіших повістей „Діла“». Йосифович опублікував огляд праць Фр. Ржегоржа про українців Галичини, записував фольклор.